# ویرایش ژن کریسپر

CRISPR-Cas9

به‌طور خلاصه کریسپر، تکنولوژی برش و چسباندن ژن‌ها در دی‌ان‌ای است. این روش بر پایهٔ سیستم دفاعی هدف‌مند تخریب DNA بنا شده که اولین بار در پروکاریوت ها مشاهده شده‌است.
ویرایش ژن به مجموعه‌ای از فناوری‌ها می‌گویند که به دانشمندان توانایی تغییر در DNA را می‌دهد. این روش‌ها این امکان را می‌دهند که مواد ژنتیکی در جای خاصی از ژنوم، حذف، اضافه یا تغییر داده بشوند.
ویرایش ژن به روش کریسپر یک نوع مهندسی ژن‌ها است که با ایده گرفتن از مدل ساده‌شدهٔ CRISPR-Cas9 انجام می‌شود. CRISPR-Cas9 رشته‌های دی‌ان‌ای را بصورت فیزیکی برش می‌زد تا توالی‌های جهش یافته را درون ژنوم اصلی جای دهد. در واقع کریسپر یکی از قوی‌ترین ابزارها برای ویرایش ژن در آیندهٔ نزدیک خواهد بود. این روش به تازگی جوامع علمی را به وجد آورده و دلیل آن سرعت و دقت بیشتر و هزینهٔ کمتر آن نسبت به روش‌های دیگر ویرایش ژن است.

## تاریخچه
به‌طور کلی مهندسی ژن‌ها به عنوان یک روش برای ساخت عناصر ژنتیکی جدید از دهه ۷۰ میلادی وجود داشته. اولین شکست در استفاده از این تکنولوژی‌ها وقتی رخ داد که این ژن‌ها به‌طور مستقیم به DNA میزبان اضافه می‌شد. این مدل باعث تغییر باقی ژن‌ها می‌شد. در آینده روش‌هایی برای درج‌کردن هدف‌مندتر ژن‌ها به یک بخش مشخص از ژنوم به وجود آمد. همچنین روش‌هایی برای کاهش تأثیرات غیر هدف‌مند و جانبی مشخص شد.
این روش به دانشمندان کمک می‌کرد اولا تأثیر بخش‌های مختلف DNA را روی رفتار میزبان بررسی کنند و با تغییر ژن‌های مشکل‌دار در بیماری‌های ژنتیکی شناخته شده، سعی در درمان این بیماری داشته باشند.
در سال ۱۹۸۷ آقای یوشیزومی ایشینو دانشمند دانشگاه اوساکا، به‌طور اتفاقی متوجه ساختاری شدند که بعداً نام آن کریسپر گذاشته شد.
در مارس ۲۰۱۷ مرکز EPO اعلام کرد که قصد دارد اجازهٔ ویرایش گستردهٔ ژن‌ها را به انجمن ماکس پلانک و دانشگاه وین بدهد.

## کاربرد

#### مدل‌سازی بیماری
اولین کاربرد این روش مدل‌سازی بهتر و دقیق‌تر تغییرات و جهش‌های ژنتیکی است. توانایی Cas9 در مشاهده تغییرات ژنتیکی دقت بیشتری از روش‌های سابق دارد زیرا تغییرات بی‌هدف بسیار کمتری نسبت به روش‌های دیگر دارد.

#### درمان
تکنولوژی کریسپر به عنوان درمان بسیاری از بیماری‌ها به خصوص بیماری‌های ژنتیکی مطرح شده‌است. توانایی آن در ویرایش ژن‌ها باعث شده راه‌حل کارآمدی برای بیماری‌های به وجود آمده از طریق جهش ژنتیکی باشد. آزمایش‌های اخیر روی حیوانات نشان می‌دهد که درمان به روش کریسپر می‌تواند در بسیاری از بیماری‌ها مانند سرطان، هموفیلی و غیره مؤثر باشد.

#### کریسپر و سرطان
تحقیقات گسترده‌ای در حوزهٔ درمان سرطان به روش کریسپر از سال ۲۰۱۶ آغاز شده‌است.
اولین تلاش برای درمان سرطان به کمک کریسپر شامل خارج کردن سلول‌های سرطانی بیمار و ویرایش ژن‌های معیوب آن و سپس بازگرداندن سلول‌ها به همان بیمار می‌شد.